# 钟卷自斋
钟捲自斋，日本剑道家。出身不详。
曾向中条流的富田势源学习剑道，苦练剑术，后自创了钟捲流，并担任北条家的剑术指导。有一说，说伊藤一刀齋與佐佐木小次郎也曾拜他为师。